# Great American Ball Park
O Great American Ball Park é um estádio localizado em Cincinnati, Ohio. É a casa do time de baseball Cincinnati Reds, da MLB.
Começou a ser construído em agosto de 2000 e foi inaugurado em 28 de março de 2003, com um amistoso entre os Reds e o Cleveland Indians. A primeiro partida oficial foi em 31 de março de 2003, contra o Pittsburgh Pirates. Custou US$ 290 milhões na construção.
O nome, contrariando os torcedores que queriam um nome patriótico, vem do patrocinador Great American Insurance Group, a divisão de seguros do American Financial Group, num contrato de Naming rights.